# Битка код Ауденардеа
Битка код Ауденардеа (енгл. Battle of Oudenarde) била је кључна битка у Рату за шпанско наслеђе која се одиграла 11. јула 1708. године између снага Енглеске, Низоземске републике и Светог римског царства са једне и француских снага са друге. Одиграла се код Уднара у Белгији и Савезници су однели одлучујућу победу.

## Позадина
После сједињавања аустријских снага Еугена Савојског са британско-холандским снагама Малбороа код Брисела, савезници (око 80-90.000 људи) су усмерили дејства на Низоземску. Да би спречили даљи продор савезника, Французи (око 100.000 људи) су под Вандомом заузели положај северно од Ауденардеа, града у Белгији (источна Фландрија), на реци Шелди.

## Битка
Пошто су прешли Шелду, савезници су код Ауденардеа напали Французе са пешадијом у центру и коњицом на крилима борбеног поретка. Под све јачим притиском, Французи су убрзо почели да се повлаче. Саезници су тада увели резерву (око 20 батаљона) ради обиласка противниково десног крила и удара у позадину, док су пешадијом предузели енергичан напад на француско лево крило. Француско десно крило убрзо је опкољено. Већи део поражених француских снага успео је да се пробије ка Генту.

## Последице
Савезници су имали 3.000 мртвих и рањених, а Французи 6.000 мртвих и рањених и 9.000 заробљених. После битке код Ауденардеа савезници су убрзо заузели Лил, Гент и Бриж.